# Дьюи (Оклахома)
Дьюи (англ. Dewey) — город в округе Вашингтон в американском штате Оклахома. По данным переписи населения США 2020 года, численность населения составляла 3372 человека.

## Население
| 2010 | 2020  |
| ---- | ----- |
| 3432 | ↘3372 |